# Petur Reinert
Petur Reinert (Leirvík, 28 febbraio 1978) è un arbitro di calcio faroese.

## Carriera
Petur Reinert ha iniziato ad interessarsi al mondo dell'arbitraggio attorno ai 15 anni: all'epoca era un calciatore, gli venne chiesto di arbitrare una partita. Accettò, e questa prima esperienza positiva, sotto gli occhi di un osservatore arbitrale, lo spinse ad iscriversi a un corso arbitri vero e proprio. Nei successivi quattro anni compì la scalata che lo portò, circa ventenne, alla massima serie faroese, la Formuladeildin. Tuttavia, nel 2000 fu costretto a recarsi in Danimarca per motivi di studio, ma comunque continuò a coltivare la sua passione, dirigendo costantemente partite. Dopo quattro anni poté nuovamente fare ritorno nelle Fær Øer, dovendo però ripartire da una serie minore. Riuscì comunque di nuovo ad essere promosso senza problemi, e dal 2005 è ufficialmente un arbitro della massima serie faroese. Successivamente, dal 1º gennaio  2007 ha sostituito il ritirato Lassin Isaksen nell'unico posto disponibile come arbitro internazionale delle Isole Fær Øer.
Nel campo delle nazionali maggiori dirige per lo più partite amichevoli, il suo esordio è avvenuto in Islanda - Liechtenstein giocata l'11 febbraio 2009 e vinta 2 a 0 dai padroni di casa.
Nell'ottobre 2011 gli viene affidata per la prima volta una gara tra nazionali maggiori in una competizione ufficiale. Si tratta dell'ultima giornata delle qualificazioni ad Euro 2012 e la partita è   Moldavia - San Marino.
È un arbitro UEFA di Third Category.